# Mtsvadi

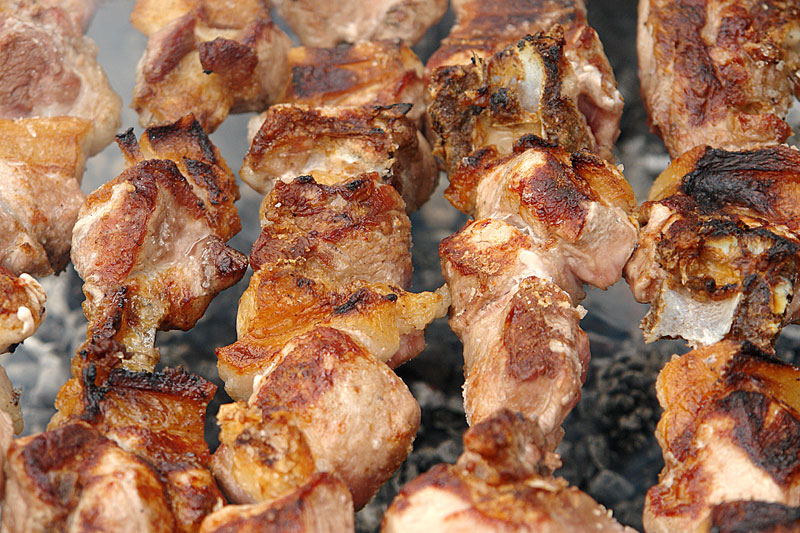
Mtsvadi en cours de cuisson.

Le mtsvadi (en géorgien : მწვადი, mts’vadi) est une spécialité culinaire de Géorgie à base de viande marinée et grillée sur une brochette.

## Préparation
La viande de porc, d'agneau ou de mouton est mise à mariner avec du poivre, du sel et de l'oignon coupé en rondelles et parfois du piment et des épices. Ce procédé est appelé « chabastourmeba » et le résultat obtenu, le « bastourma ».
Une fois la viande mise en brochette, elle est grillée et éventuellement arrosée de vin rouge. Après la cuisson, des oignons coupés en rondelles y sont ajoutés.